# Ehrharta villosa
Ehrharta villosa là một loài thực vật có hoa trong họ Hòa thảo. Loài này được Schult.f. mô tả khoa học đầu tiên năm 1830.